# Fantômette
Fantômette a francia irodalom legelső női szuperhőse. Megalkotója Georges Chaulet, aki 1961-től kezdődően egy 51 részes gyerekkönyv-sorozatot írt Fantômette kalandjairól. A címszereplő egy tizenkét éves lány, aki két csatlósával együtt harcol a bűnözők ellen. Az 1970-es évek olvasói számára Fantômette a női emancipáció modelljeként, a patriarchális társadalom korlátai közül kiszabaduló lányként jelent meg.

## A karakter
Civilben Fantômette egy Françoise Dupont nevű árva iskoláslány, aki a Párizs melletti fiktív Framboisy városában lakik és tanul. Komoly, jó tanuló, de ugyanakkor félénk, visszahúzódó, kevesen veszik észre. Egyetlen közelebbi barátja egy felnőtt újságíró, Oeil de Lynx. Intelligens és művelt, több nyelvet beszél (közöttük a Morse-kódot is érti), kiváló a memóriája, emellett számos sportágban jeleskedik: úszás, evezés, vívás, harcművészet, síelés, klasszikus tánc. Nincs benne szentimentalizmus, nem lesz szerelmes; a romantika nem kap szerepet a sorozatban. Reggelenként sokat alszik és nehezen kel fel; feltételezhető, hogy ez az éjszakai szuperhős-kalandok következménye. Macskájának neve Méphisto.
A Fantômette alteregó Françoise „titkos kertje”, mely által kitörhet a hétköznapokból és a társadalmi korlátok közül, szabad utat engedve legvadabb ambícióinak. Szuperhősként már egyáltalán nem félénk és köznapi: az álarcos igazságosztó szerepében bármikor kész üldözni a rablókat és banditákat, akár életét is kockáztatva. Macskaszerűen hajlékony és mozgékony; öltözete „F” jelzésű sárga tunikából és piros köpenyből áll (melyet ejtőernyőként is tud használni), fején pomponos sapkát, arcán maszkot, lábán fekete harisnyát és piros cipőt hord. Ruhája különféle eszközöket és fegyvereket rejt (zárnyitó, nyílpuska, tőr, könnygázgránát). Nem vágyik elismerésre, általában hagyja, hogy a rendőrség arassa le a babérokat, de mindig a helyszínen hagyott névjegykártyákkal vagy filccel rajzolt „F” betűvel jelzi, hogy ott járt (Arsène Lupin illetve Zorro szellemében). Civil kilétét csak Oeil de Lynx ismeri. Városában igen nagy tisztelet övezi, például álarcosbálokon a fiatal lányok többsége Fantômettenek öltözik. Két csatlósa Ficelle és Boulotte, Françoise osztálytársai (akik nem tudják, hogy Françoise valójában Fantômette). Legfőbb ellensége Masque d'Argent (Ezüst maszk).
Fantômette-nek nincsenek természetfölötti képességei; szuperhősként pusztán csak intelligenciájára és edzettségére hagyatkozik.
Nevével ellentétben Fantômette nem egy „női Fantômas”: míg Fantômas egy gonosztevő, addig Fantômette az igazságosság érdekében harcol, a polgári erény mintaképe. Ennek ellenére sok tulajdonságban hasonlítanak egymásra, például ügyesség, műveltség, memória, személyazonosságot övező rejtély, társadalmi normák elleni lázadás.

## A könyvsorozat
Megalkotója Georges Chaulet (1931–2012), aki egy Arsène Lupin és Zorro karakterét ötvöző, Fantômas kinézetéhez hasonló gyermekhős ötletét vetette fel egy olyan időszakban, mikor még nem léteztek női szuperhősök a francia irodalomban. A sorozat első könyve 1961-ben jelent meg a Hachette kiadócsoport Bibliothèque rose gyermekkönyv-gyűjteményében.
A könyvek megjelenésük sorrendjében:
1. 1961: Les Exploits de Fantômette
2. 1962: Fantômette contre le hibou
3. 1963: Fantômette contre le géant
4. 1963: Fantômette au carnaval
5. 1964: Fantômette et l'Île de la sorcière
6. 1964: Fantômette contre Fantômette
7. 1965: Pas de vacances pour Fantômette
8. 1966: Fantômette et la Télévision
9. 1966: Opération Fantômette
10. 1967: Les Sept Fantômettes
11. 1967: Fantômette et la Dent du Diable
12. 1968: Fantômette et son prince
13. 1968: Fantômette et le Brigand
14. 1969: Fantômette et la Lampe merveilleuse
15. 1970: Fantômette chez le roi
16. 1970: Fantômette et le Trésor du pharaon
17. 1971: Fantômette et la Maison hantée
18. 1971: Fantômette à la Mer de sable
19. 1971: Fantômette contre la Main Jaune
20. 1972: Fantômette viendra ce soir
21. 1972: Fantômette dans le piège
22. 1973: Fantômette et le Secret du désert
23. 1973: Fantômette et le Masque d'argent
24. 1973: Fantômette chez les corsaires
25. 1974: Fantômette contre Charlemagne
26. 1974: Fantômette et la Grosse Bête
27. 1974: Fantômette et le Palais sous la mer
28. 1975: Fantômette contre Diabola
29. 1975: Appelez Fantômette!
30. 1975: Olé, Fantômette!
31. 1976: Fantômette brise la glace
32. 1976: Les Carnets de Fantômette
33. 1977: C'est quelqu'un, Fantômette!
34. 1977: Fantômette dans l'espace
35. 1977: Fantômette fait tout sauter
36. 1978: Fantastique Fantômette
37. 1978: Fantômette et les 40 Milliards
38. 1979: Fantômette en plein mystère
39. 1979: Fantômette et le Mystère de la tour
40. 1980: Fantômette et le Dragon d'or
41. 1981: Fantômette contre Satanix
42. 1982: Fantômette et la Couronne
43. 1982: Mission impossible pour Fantômette
44. 1983: Fantômette en danger
45. 1984: Fantômette et le Château mystérieux
46. 1984: Fantômette ouvre l'oeil
47. 1985: Fantômette s'envole
48. 1987: C'est toi, Fantômette!
49. 2006: Le Retour de Fantômette
50. 2007: Fantômette a la main verte
51. 2009: Fantômette et le Magicien

Egyéb könyvek (összefoglalók, enciklopédiák):
L'Almanach de Fantômette (1979)
Les Secrets de Fantômette (2011)

### Adaptációk
- 1982–1984 között négy képregényalbumot adtak ki, ezek a 35., 1., 2., 37. könyvek alapján készültek[2]
- 1993-ban egy 21 részes élőszereplős sorozatot készítettek Katia Sourzac főszereplésével[2]
- 1999-ben egy 26 részes rajzfilmsorozat készült[2]

## Érdekességek
Róla nevezték el a Miraculous animációs sorozat főszereplőinek iskoláját (Collège Françoise Dupont).